# Zheng Lulu
Pour les articles homonymes, voir Zheng (homonymie).
Dans ce nom chinois, le nom de famille, Zheng, précède le nom personnel.
Zheng Lulu (鄭璐璐, en chinois) est une coureuse cycliste chinoise, née le 24 janvier 1987 . Elle a été médaillée d'argent de la vitesse par équipes lors des championnats du monde de 2008 à Manchester avec Gong Jinjie.

## Palmarès

### Championnats du monde
- Manchester 2008
  -  Médaillée d'argent de la vitesse par équipes

- Pruszkow 2009
  - 7e de la vitesse par équipes
  - 16e du keirin
  - 17e du 500 m

### Coupe du monde
- 2007-2008
  - 3e de la vitesse par équipes à Pékin

- 2008-2009
  - 2e de la vitesse à Manchester
  - 3e de la vitesse par équipes à Pékin
  - 3e de la vitesse par équipes à Copenhague

### Championnats d'Asie
- Bangkok 2007
  -  Championne d'Asie de keirin
  -  Championne d'Asie de vitesse par équipes
  -  Médaillé d'argent de la vitesse individuelle
- Nara 2008
  -  Championne d'Asie de keirin
  -  Championne d'Asie de vitesse individuelle
  -  Championne d'Asie de vitesse par équipes
- Tenggarong 2009
  -  Championne d'Asie de keirin
  -  Championne d'Asie de vitesse individuelle
  -  Championne d'Asie de vitesse par équipes